# Преображенское (Шаранский район)
Преображенское (баш. Преображенский) — деревня в Шаранском районе Республики Башкортостан Российской Федерации. Входит в состав Дмитриево-Полянского сельсовета. 

## География

### Географическое положение
Расстояние до:
- районного центра (Шаран): 5 км,
- центра сельсовета (Дмитриева Поляна): 2 км.
- ближайшей ж/д станции (Туймазы): 35 км.

## История
Деревня основана в 1893 году переселенцами из Вятской и Тамбовской губерний.
В 1896 году в деревне Преображенка (за долгим мостом) Никольской волости VI стана Белебеевского уезда Уфимской губернии насчитывалось 34 двора и 225 жителей (115 мужчин, 110 женщин), действовал хлебозапасный магазин. По описанию, данному в «Оценочно-статистических материалах», земельный участок находился в одном месте, по лёгкому склону на юго-восток, при речке Дегтярке, на которой имелась мельница, а также в полях Васильев ключ и верховье речки Тумука. Селение находилось на юге участка. В последнее время пашня увеличилась за счёт сенокоса и леса. Поля находились до 4 вёрст от селения, по склонам на север и на юг, имелись овраги. Почва — чернозём с песком. В селении было 9 веялок. Выгон был по кустарнику. Скот отчасти отдавался на выпас по 1 рублю с лошади. Лес был расположен в нескольких участках.
В 1906 году в деревне Преображенка было 43 двора и 265 жителей (131 мужчина, 134 женщины).
По данным подворной переписи, проведённой в уезде в 1912—13 годах, деревня входила в состав Преображенского сельского общества Шаранской волости. В деревне имелось 40 наличных хозяйств переселенцев-собственников из русских, где проживало 302 человека (152 мужчины, 150 женщин). Надельной земли не было, 610,88 десятин земли было куплено. Общая посевная площадь составляла 238,11 десятин, из неё 102,5 десятин занимала рожь, 49,13 — овёс, 39,14 — греча, 15,02 — просо, 11,43 — картофель, 10,31 — конопля, остальные культуры (пшеница, горох, лён и полба) занимали 10,67 десятины. Из скота имелась 123 лошади, 205 голов КРС, 584 овцы и 270 свиней.
В 1920 году по официальным данным в деревне Преображенка той же волости было 49 дворов и 307 жителей (148 мужчин, 159 женщин), по данным подворного подсчёта — 312 русских, 6 беженцев и 3 квартиранта в 46 хозяйствах.
В 1925 году в деревне было 53 хозяйства, в 1926 году деревня относилась к Шаранской волости Белебеевского кантона Башкирской АССР.
В 1930 году на базе деревни образовался колхоз им. Андреева.
В 1939 году в деревне Преображенское Дмитре-Полянского сельсовета Шаранского района проживало 493 жителя (223 мужчины, 270 женщин). В 1941 году число дворов в деревне доходило до 98. В начале 1950-х годов — уже село.
В 1959 году в селе Дмитриево-Полянского сельсовета проживало 169 человек (69 мужчин, 100 женщин).
В 1963 году сельсовет был включён в состав Туймазинского сельского района, с 1965 года — в составе Бакалинского, с 1967 года — вновь в Шаранском районе.
В 1970 году в деревне было 150 жителей (66 мужчин, 84 женщины).
По переписи 1979 года — 85 человек (37 мужчин, 48 женщин).
В 1989-м — 72 жителя (33 мужчины, 39 женщин).
В 2002 году здесь жило 62 человека (27 мужчин, 35 женщин), русские (84 %).
В 2010 году в деревне проживало 55 человек (26 мужчин, 29 женщин).

## Население
| 2002 | 2009 | 2010 |
| ---- | ---- | ---- |
| 62   | ↗67  | ↘55  |

## Инфраструктура
Деревня входит в состав ООО «Шаранагрогаз», на её территории нет производственных и социальных объектов.
Неподалёку находятся кладбище. Деревня электрифицирована и газифицирована.